# شهباز چهچهه‌زن روشن

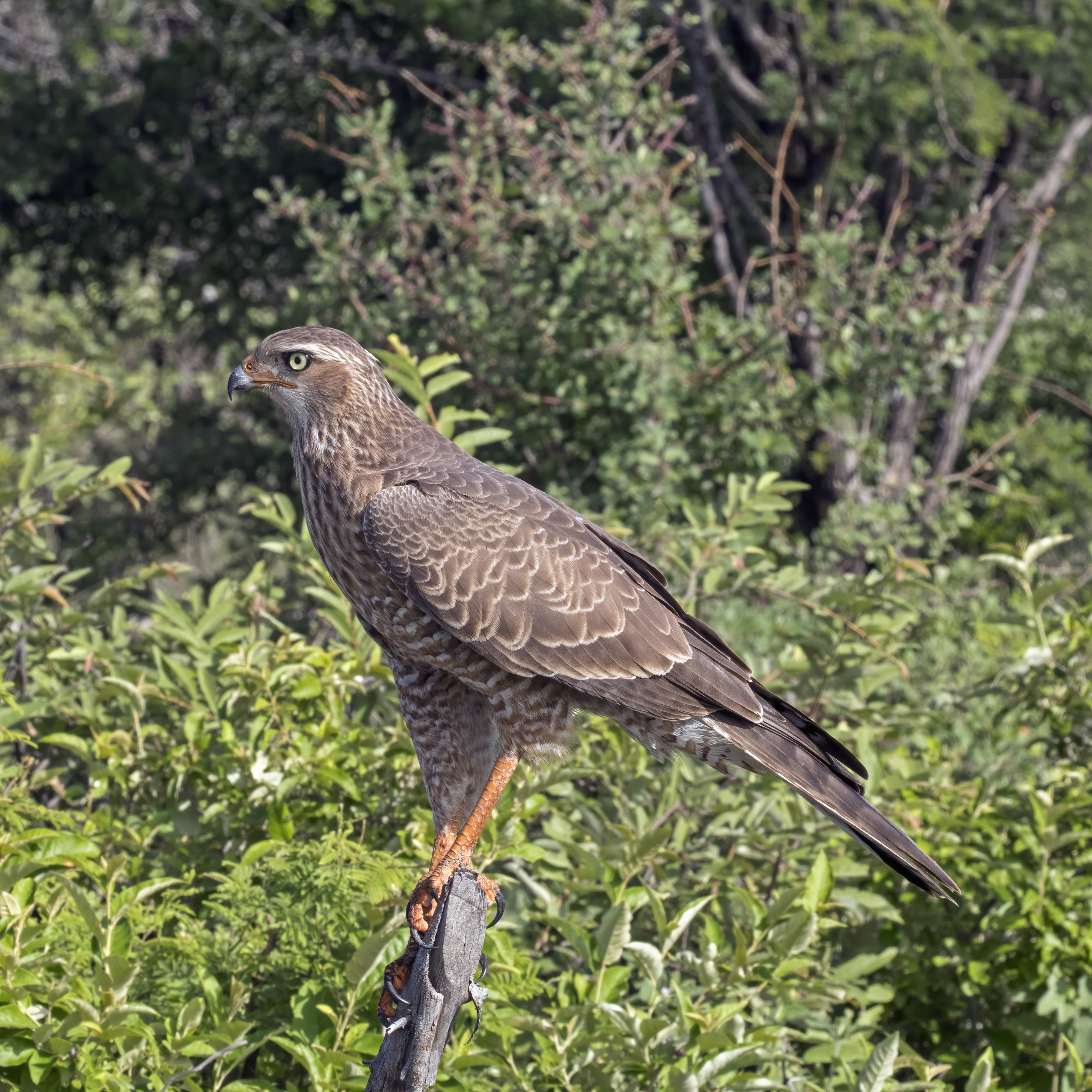
شهباز چهچهه‌زن روشن نوجوان در نامیبیا

شهباز چهچهه‌زن روشن (نام علمی: Melierax canorus) یک پرنده شکاری از تیرهٔ بازان (Accipitridae) است. این باز در جنوب آفریقا زادآوری می‌کند و از گونه‌های ساکن نیمه‌بیابانی خشک و باز با ۷۵ سانتی‌متر یا کمتر بارندگی سالانه است. معمولاً روی تیرهای تلفن کنار جاده نشسته است.